# Zincosite
La  zincosite, aussi appelé zinkosite, est l'espèce minérale correspondant au sulfate de zinc anhydre découvert dans la Sierra Almagrera en Espagne.
Un synonyme ancien de ce sulfate de zinc est l'almagrerite, du fait de la découverte de ce minéral dans la ravine Jaroso de la sierra Almagrera, aux confins de la province espagnole de Murcie ou dans la même ravine les grottes de Vera ou Almanzora au voisinage d'Almeria en Andalousie. 
Ce minéral est aujourd'hui le plus souvent considéré comme une évaporite liée à des rejets d'activités minières humaines oubliées.
Le classement 7 AB selon Strunz rappelle qu'il s'agit d'un sulfate anhydre, et de manière plus précise par le nombre additionnel 10, de zinc. 